# Caught Live + 5
Albums de The Moody Blues
This is the Moody Blues
(1974) Octave (album)
(1978)
Caught Live + 5 est un double album live des Moody Blues publié en 1977. Il retrace le concert donné au Royal Albert Hall de Londres le 12 décembre 1969. La Face quatre reprend des titres enregistrés en 1968-1969, mais non édités.

## Liste des titres

### Face une
1. Gypsy (Of a Strange and Distant Time) (Justin Hayward) – 4:03
2. The Sunset (Mike Pinder) – 4:33
3. Dr. Livingstone, I Presume (Ray Thomas) – 3:23
4. Never Comes the Day (Hayward) – 5:39

### Face deux
1. Peak Hour (John Lodge) – 5:13
2. Tuesday Afternoon (Hayward) – 4:51
3. Are You Sitting Comfortably? (Hayward, Thomas) – 4:21
4. The Dream (Graeme Edge) – :58
5. Have You Heard (Part 1) (Pinder) – 1:22
6. The Voyage (Pinder) – 3:37
7. Have You Heard (Part 2) (Pinder) – 2:33

### Face trois
1. Nights in White Satin (Hayward) – 5:55
2. Legend of a Mind (Thomas) – 7:05
3. Ride My See-Saw (Lodge) – 4:28

### Face quatre
1. Gimme a Little Somethin'  (Lodge) – 3:13
2. Please Think About It (Pinder) – 3:41
3. Long Summer Days (Hayward) – 3:12
4. King and Queen (Hayward) – 3:52
5. What Am I Doing Here? (Hayward) – 3:33

## Musiciens
- Justin Hayward : chant, guitares
- John Lodge : chant, basse
- Ray Thomas : chœurs, flûte traversière, harmonica, tambourin
- Mike Pinder : chœurs, mellotron
- Graeme Edge : batterie